# Eugénie Bardin-Royer
Pour les articles homonymes, voir Bardin et Royer.
 (janvier 2024).
Si vous disposez d'ouvrages ou d'articles de référence ou si vous connaissez des sites web de qualité traitant du thème abordé ici, merci de compléter l'article en donnant les références utiles à sa vérifiabilité et en les liant à la section « Notes et références ».
Eugénie Bardin-Royer, née à Paris le 30 octobre 1833 et morte à Boulogne-Billancourt le 18 février 1923, était une compositrice française.

## Œuvres
Nombreuses pièces pour piano à caractère léger, publiées à Paris à la fin du XIXe siècle (partitions en ligne sur Gallica)
- Les Folies parisiennes. Valse brillante pour piano  (1855)
- Juliette ! Polka... pour le piano (1857)
- Julia ! Polka-mazurka (pour piano) (1857)
- Mazurka de salon pour piano par M. Bardin-Royer Op. 6 (1858)
- Blanche ! Grande valse brillante, pour le piano  op. 8 (1859)
- La Rose du Tyrol. Polka-mazurka par Bardin-Royer, orchestrée par H. Marx (1869)
- Lucifer. Polka par Bardin-Royer, orchestrée par H. Marx (1869)
- Aïssé. Valse (pour piano)  (1878)
- Les Folies. Polka (1878)
- Nid de fauvette. Polka-mazurka (1878)
- Jupiter, galop (1878)
- Écho céleste. Polka mazurka pour le piano (1860)
- La Rose du Tyrol. Polka mazurka pour piano (1868)
- Lucifer ! Polka pour piano (1868)
- Fleurs et perles ! Polka mazurka (pour piano) Op. 17 (1871)
- Carlotta. Valse pour piano (1872)
- La Grotte de cristal. Polka-mazurka (1872)
- Brise du soir ! Polka-mazurka pour piano (1872)
- Mariette ! Polka pour piano (1874)
- Grain de corail, Valse (1875)
- Feuilles d'acanthe. Mazurka (1875)
- La belle Madrilène. Mazurka (pour piano) (1883)
- Le joyeux Postillon ! Polka avec grelots (1883)
- Les Vrais succès... Clarinette seule, cornet seul, flûte seule, violon seul, mandoline seule. N° 18 (1903)
- Les Perles du bal. Répertoire de 12 danses célèbres très faciles (pour musique militaire)...
- Dragonetta. Piano. Op. 28
- Balancelle. Piano. Op. 5
- Une nuit à Séville. Piano. Op. 31
- Louvre St. Cloud. Piano. Op. 35
- L'Egyptienne. Piano. Op. 15
- Folies parisiennes. Piano
- Pompon. Piano. Op. 16